# 纳胡姆·索嫩贝尔格
纳胡姆·索嫩贝尔格（英語：Nahum Sonenberg，1946年12月29日—），以色列微生物学家、生物化学家，现为加拿大麦吉尔大学教授。

## 学术研究
索嫩贝尔格确定了eIF4E-蛋白质，它是的mRNA的5'端帽结构的一部分，并发现IRES在真核生物翻译起始机制，eIF4E的结合蛋白（4E-BP）的翻译的帽依赖性调节。通过索嫩贝尔格和同事对4E-BP基因敲除小鼠的研究表明，eIF4E在学习和记忆过程中起着重要的作用。索嫩贝尔格的其他工作包括对脊髓灰质炎病毒、鼻病毒、人类免疫缺陷病毒（HIV）的研究。

## 奖项和荣誉
2006年被选为皇家学会会员，2008年获盖尔德纳国际奖，2014年獲沃尔夫医学奖。